# Ryszard Malik
Ryszard Malik (ur. w 1954) – dziennikarz, wieloletni redaktor dziennika Rzeczpospolita, znawca Bliskiego i Środkowego Wschodu, jako reporter dziesiątki razy przemierzył świat arabski, od Maroka poczynając, a kończąc na Iraku i emiratach znad Zatoki Perskiej oraz Arabii Saudyjskiej. Potem wstąpił do służby dyplomatycznej. Pracował w Departamencie Azji i Pacyfiku MSZ. Od 2005 do 2007 był ambasadorem Polski w Tanzanii.

## Książki
- Saddam Husajn Gangster z Tikritu, Wydawnictwo Asimil, Kraków 2004, ISBN 83-87564-42-7